# Lojsta
Lojsta ist ein Kirchspiel (schwedisch socken) auf der schwedischen Insel Gotland.
Lojsta ist vor allem bekannt durch die etwa 150 km² große „Lojsta hajd“ (Heide) und die im „Russparken“ gehaltenen, halbzahmen Russpferde. 
Historisch interessant ist Lojsta durch das eisenzeitliche Haus Lojsta hall, die Reste der mittelalterlichen Festungsanlage Schloss von Lojsta aus dem 13. Jahrhundert, die Kirche von Lojsta mit Langhaus und Chor aus dem 13. Jahrhundert sowie einer 1000-jährigen Eiche, dem ältesten Baum auf Gotland. 
Der Name Lojsta wird als Løstum erstmals im Jahre 1422 erwähnt.

Lojsta
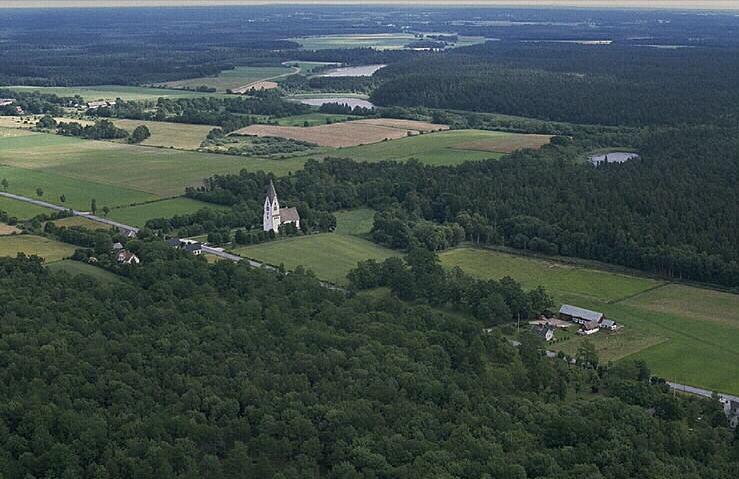
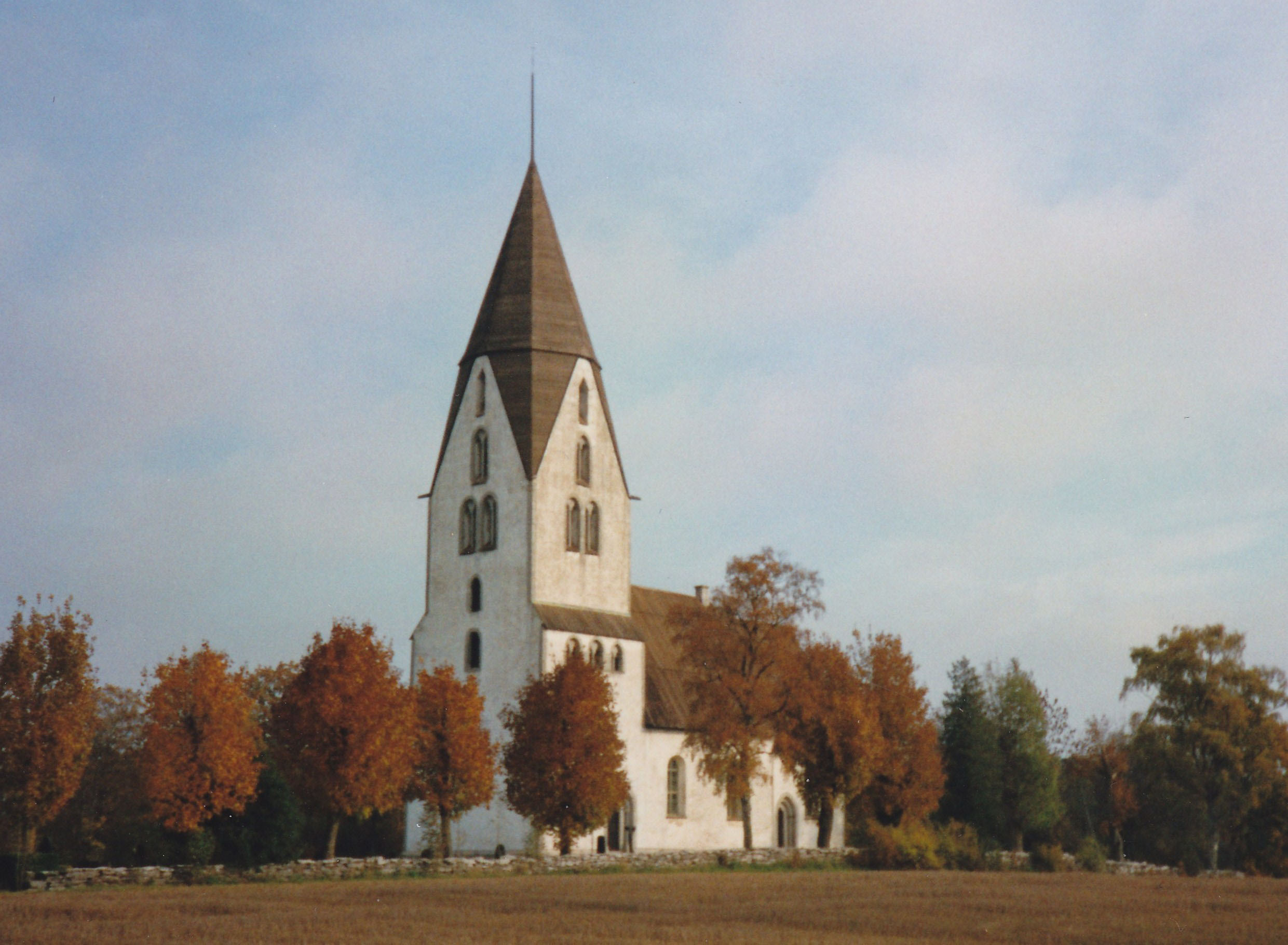
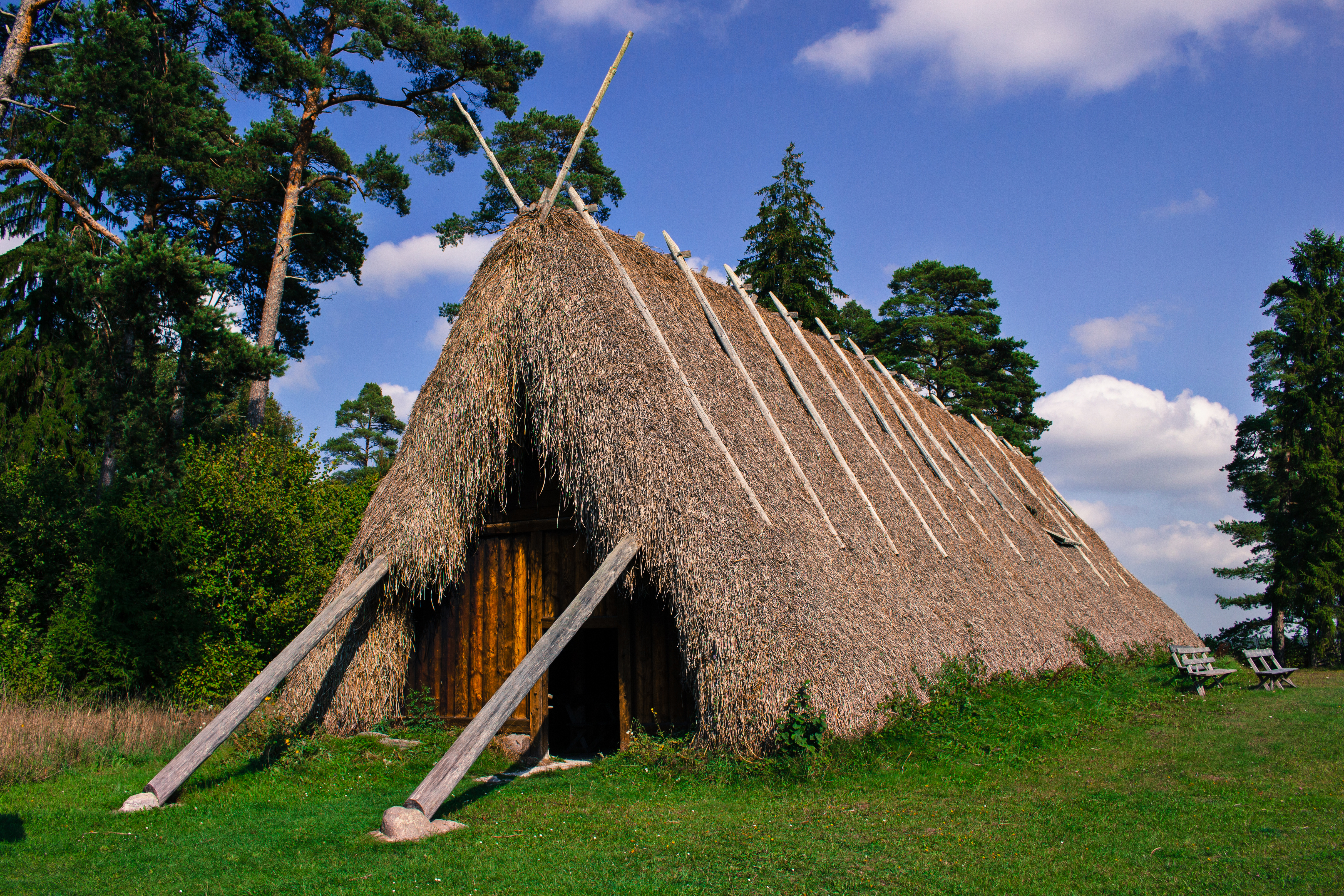
Lojsta hall
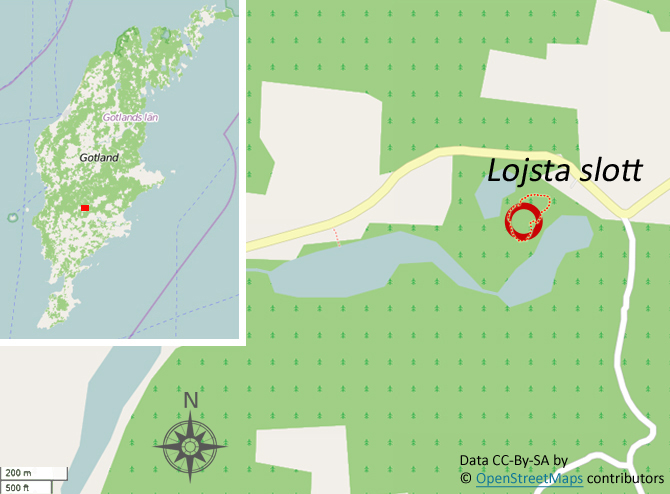

## Natur
In der Nähe von Lojsta befindet sich mit 83 m ö.h. der höchste Punkt der Insel. Im Zuge der postglazialen Landhebung kam hier vor etwa 12.000 Jahren die erste Landspitze aus der baltischen Eissee hervor. Die Umgebung Lojstas bildet eine für Gotland untypische Hügellandschaft und ist geprägt von kleinen Seen, genannt Lojstasjöar, die den Rest eines großen Sees darstellen, der durch die Landhebung aufgeteilt wurde.

## Lojsta hall
Das eisenzeitliche Haus Lojsta hall datiert aus der Zeit um 0–500 n. Chr. Gerda Boëthius (1890–1961) und John Nilén (1901˜–1983) gruben das Fundament der Lojstahallen aus und datierte den Fund, insbesondere anhand der Keramik, auf die jüngere Eisenzeit. Unter Leitung von Gerda Boëthius und John Minien wurde 1932 der Hallenbau rekonstruiert. Sein hohes, bis zum Boden reichendes Schilfgrasdach ist nachempfunden. Original sind die Pfostenreihen, der abgewetzte Schwellenstein und die Herdsteine. Alles Elemente die die eisenzeitliche Halle einem Zentralplatz zuordnen. Lojsta hall befindet sich trotz des Namens im benachbarten Kirchspiel Stånga.

## Lojsta slott
Für die Reste der mittelalterlichen Befestigungsanlage Schloss von Lojsta (schwedisch Lojsta slott) gehen die gefundenen Datierungen bis in das 13. Jahrhundert zurück. Die strategischen Gegebenheiten waren indes so günstig, dass auch hier Vorgängeranlagen möglich sind. Der Platz wird mit den Vitalienbrüdern in Verbindung gebracht. Sie befinden sich trotz des Namens im benachbarten Kirchspiel Stånga.

## Kirche von Lojsta
Die Kirche von Lojsta mit Langhaus und Chor aus dem 13. Jahrhundert ist wegen der Wand- und besonders der Glasmalereien, des Schnitzaltars (Retabel), des stark beschädigten Taufsteins und des Triumphkreuzes von kulturgeschichtlicher Bedeutung.